# Нігулесугчі-хан
Нігулесугчі-хан (бл. 1361 —1399) — 6-й великий каган Монгольського ханства в 1392—1399 роках. Ім'я перекладається як «Милостивий володар».

## Життєпис
Походив з гілки хубілаїдів династії Чингизідів. Другий син Усхал-хана, імператора Північної Юань. Народився близько 1361 року, отримавши ім'я Елбег. Протягом 1380-х років брав участь у військових походах батька проти китайської династії Мін.
У 1387 році після поразки у битві біля Буйр-Нуур потрапив у полон до китайців. Тут перебував до 1392 року, коли після поразки Дзорігту-хана, китайські урядовці сприяли оголошенню Елбега новим каганом Монголії. Він прийняв ім'я Нігулесугчі-хана. На початку свого правління наказав вбити свого молодшого брата Харагуцуг-Дегуренг-хунтайджи, а сам одружився з його дружиною Олджейту-гоа-бігечі.
Разом з тим вимушений був рахуватися з подальшим піднесенням ойратського племінного союзу в Західній Монголії, що почалося ще за його попередників. Нігулесугчі-хан надав Батулі, синові Худхай-Тайю (очільнику ойратів-чорос), титул «чинсан» і віддав йому за дружину свою доньку Самур. Нагороду Батула-чінгсанг отримав за те, що його батько Худхай-Тайю допоміг каганові вбити власного брата. Нігулесугчі-хан доручив Батула-чінгсангу керувати 4 туменами ойратів.
За розповідями дружина кагана Олджейту в якості помсти за свого вбитого чоловіка звинуватила Худхай-Тайю у спроби свого зґвалтування. В гніві Нігулесугчі-хан наказав вбити Тайю, але потім виявилася брехня його дружини. Але її він не покарав. У 1399 році раптово його ставку було атаковано тайшею Батулой і Угечі-Хашигу-нойоном, очільнику торгутів, які перемогли та вбили кагана, помстившись йому за вбивство свого Худхай-Тайю. Після цього ойрати стали незалежними. Новим каганом став син Нігулесугчі-хана — Гун Темур-хан.